# Kostel svatého Jakuba (Beroun)
Kostel svatého Jakuba v Berouně, barokní stavba na gotických základech, je nejvýznamnějším kostelem ve městě. Zasvěcen je sv. Jakubu Většímu, zvanému též sv. Jakub Starší. Tvoří dominantu horní části Husova náměstí, hlavní vchod však má z menšího Seydlova náměstí. Je chráněn jako kulturní památka České republiky.

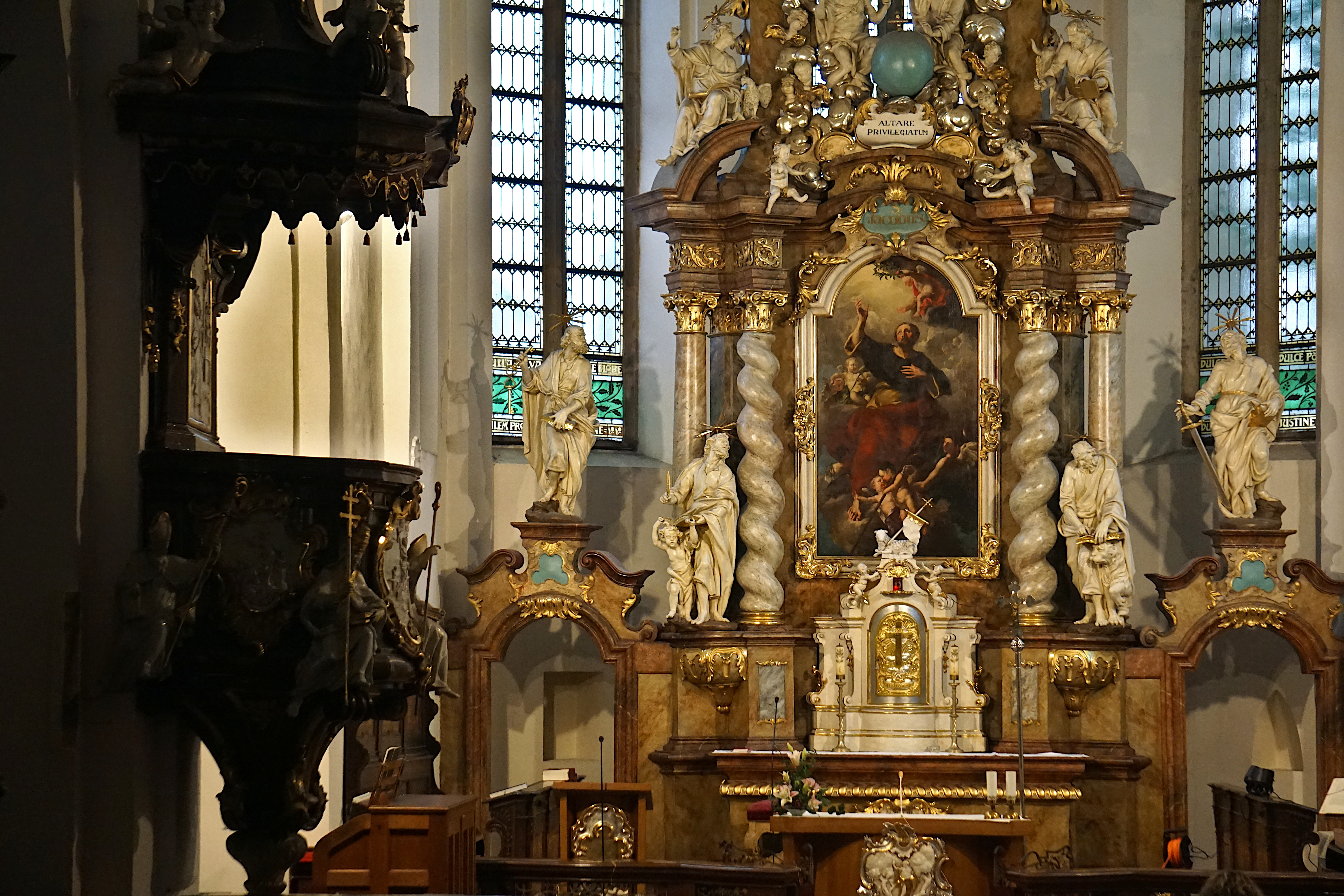
mini

## Historie
Kostel byl postaven ve 13. století, vznikl asi současně s městem. První větší přestavba a rozšíření proběhlo v roce 1543. Několikrát vyhořel a byl znovu obnoven. Barokní charakter získal přestavbou z roku 1736. Během 18. století proběhly další barokní úpravy. Důkladnou obnovu kostela, k níž došlo v letech 1903–1907, vedl architekt Josef Fanta.

## Architektura
Kostel je trojlodní s valbovou střechou, trojbokým presbytářem, čtvercovou předsíní a hranolovou věží (zvonicí) přistavěnou mezi jižní stěnou lodi a presbytářem. Presbytář má lomená okna s původní gotickou kružbou, ostatní okna jsou půlkruhově ukončená. Hlavní loď i boční lodi, nad kterými byly vestavěny empory, jsou klenuty křížovou hřebínkovou klenbou, sakristie i předsíně křížovou žebrovou klenbou. Gotického původu jsou základy kostela, část obvodových zdí, již zmíněná okna presbytáře a křížová žebrová klenba v přízemí věže. Z přestavby v roce 1543 se dochoval presbytář, sakristie a v západní předsíni svorník klenby s městským znakem. Zvonice byla ke kostelu přistavena v letech 1677–1683 (pražským stavitelem Václavem Kapounem). Barokní úpravy z 18. století zahrnovaly i přístavbu empor v bočních lodích. Kromě hlavního vchodu s předsíní má kostel ještě boční vchod z jižní strany s renesančním portálem.
Nad vchodem na kruchtu se nachází pamětní deska Martina Podstatného, zakladatele berounské hudební školy. Kamenný krucifix na severní straně je náhrobní deska neznámého měšťana z bývalého hřbitova, který se rozkládal kolem kostela. (Na hřbitově se pochovávalo do počátku 16. století.) Litinový kříž u zdi presbytáře s pozlaceným Kristem je pamětním křížem vztahujícím se ke konstitučnímu roku 1848. Druhý litinový kříž (na soklu, se zdobenými břevny a postříbřeným Kristem) stojí poblíž hlavního vchodu. Morový sloup před vchodem do kostela pochází z roku 1681 a původně stával v horní části Husova náměstí.

## Interiér
Většina vnitřního zařízení kostela je barokní z 18. století. Obraz sv. Jakuba na hlavním oltáři a obraz sv. Jana Nepomuckého na oltáři v levé chrámové lodi jsou dílem malíře Jana Petra Molitora. Obraz Snímání Krista s kříže na oltáři Božího hrobu je od neznámého malíře z okruhu Anthonise van Dycka. Sochy na hlavním oltáři a na oltáři sv. Josefa vytvořil některý ze žáků Ferdinanda Maxmiliána Brokoffa. Rokoková kazatelna je dílem pražského řezbáře Josefa Šnábla. Cínová křtitelnice od Matouše Flemíka z Rakovníka pochází z roku 1606.

## Současnost
Kostel spravuje Římskokatolická farnost Beroun. V roce 2000 byly pořízeny do zvonice čtyři nové zvony (Václav, Ludmila, Anežka a Vojtěch) ze zbraslavské zvonařské dílny Rudolfa Manouška. Jako dar od farníků z partnerského holandského města Rijswijk dostal kostel v roce 2004 nové varhany.

### Program záchrany architektonického dědictví
V rámci Programu záchrany architektonického dědictví 1995-2014 bylo na opravu kostela čerpáno 2 350 000 Kč.
| rok    | 2011 | 2012 | 2013 | 2014 |
| ------ | ---- | ---- | ---- | ---- |
| částka | 630  | 620  | 500  | 600  |